# Pieris (plante)
Pour l’article homonyme, voir Pieris.
Genre
Classification phylogénétique
Pieris est un genre de plante à fleurs de la famille des Ericaceae.

## Liste des espèces
- Pieris floribunda (Pursh) Benth. & Hook.f.
- Pieris formosa (Wall.) D. Don
- Pieris japonica (Thunb.) D.Don ex G.Don
- Pieris mariana Benth. & Hook.f.
- Pieris phillyreifolia (Hook.) DC.